# ハイディ・クルム
ハイディ・クルム（ドイツ語：Heidi Klum、1973年6月1日 - ）は、ドイツ出身の女性ファッションモデル、女優である。スーパーモデルの1人。ヴィクトリアズ・シークレットのモデルなどを務めた。

## 概要

### 来歴
面白半分で応募したモデルコンテストで優勝してしまい、モデルとして活動するようになったという。ビルケンシュトックからサンダルを出したり、香水やジュエリーのデザインも手がけている。また、“My Favorite Candies”というお菓子のブランドも展開している。発売しているのは100％シュガーフリーのグミで、ヨーロッパとアメリカで入手可能である。テレビ出演も多い。
現在、リアリティ番組「プロジェクト・ランウェイ」(Project Runway)の司会を務めている。

### 私生活
1997年に美容師と結婚したが、2002年に離婚。
90年代後半、クルムは雑誌でジャミロクワイが好きだと発言していた関係で2001年12月にジャミロクワイの楽曲「ラヴ・フーロソフィー」のミュージックビデオの撮影に参加し、ボーカルのジェイ・ケイのガールフレンド役を演じた。これがきっかけとなりケイとの交際が報道され、ブリット・アワードなどのイベントではケイにエスコートされて共にパーティーに参加していた。
2004年にフラビオ・ブリアトーレとの間に娘（レニー）をもうけたが、2005年にイギリスのミュージシャン、シール(Seal)と結婚し、2人の息子（ヘンリー、ヨーハン）をもうける。2009年10月9日、女児（ルウ・サミュエル）誕生。2人は2005年のピープル誌の「最も美しいカップル」のうちの1組に選ばれている。
2008年にアメリカの市民権を取得。
スーパーモデルの長者番付では常に上位で高給取りなモデルの一人として知られており、2010年12月、BANG Media Internationalによると、ロサンゼルスの住宅地一帯が堀で囲まれ、住民以外は入れないようになっている高級住宅地ブレントウッドに1340万ドル（日本円で約11億1220万円）で豪邸を購入し、一家で引っ越すことにしたという。この豪邸にはベッドルームが8部屋あるほか、スコットランドから輸入された1603年製の暖炉とナポレオン・ボナパルトがフランスで使っていたという暖炉が備え付けられているという。
2012年1月、シールと離婚。その後、長年一家のボディガードをしていた男性と付き合っていたが、2014年1月に破局した。その後は現代芸術家のジュリアン・シュナーベルの息子で、画商・キュレーターのヴィトー・シュナーベルと交際していた。
2018年、トキオ・ホテルのギタリスト、トム・カウリッツと交際していることを公表。2019年8月、カウリッツと結婚した。

## 出演

### 映画
- シャンプー台のむこうに Blow Dry  (2000)
- ズーランダー Zoolander  (2001)
- ライフ・イズ・コメディ! ピーター・セラーズの愛し方 The Life and Death of Peter Sellers  (2004)
- 氷の国のスイフティ 北極危機一髪! Arctic Dogs (2019) ※声の出演

### TV
- スピン・シティ　Season 3, episode 49-51, 73-74
- プロジェクト・ランウェイ
- アメリカズ・ゴット・タレント（2013年-）
- シリアスリー・ファニー・キッズ